# ISO 2010
ISO 2010 er en ISO standard for en maskinskrue.
En maskinskrue ISO 2010 er en af de mest brugte maskinskruer indenfor befæstelse området.
| Gevind     | M2  | M2,5 | M3   | M4      |
| ---------- | --- | ---- | ---- | ------- |
| Bredde dk: | 3,8 | 4,7  | 5,6  | 8,4/7,5 |
| Længde k:  | 1,2 | 1,5  | 1,65 | 2,7/2,2 |
| Længde b:  | 16  | 18   | 19   | 22      |
| Længde f:  | 0,5 | 0,6  | 0,75 | 1       |
| Bredde n:  | 0,5 | 0,6  | 0,8  | 1       |

| Gevind     | M5      | M6      | M8        | M10     |
| ---------- | ------- | ------- | --------- | ------- |
| Bredde dk: | 9,3/9,2 | 11,3/11 | 15,8/14,5 | 18,3/18 |
| Længde k:  | 2,7/2,5 | 3,3/3   | 4,65/4    | 5       |
| Længde b:  | 25      | 28      | 34        | 40      |
| Længde f:  | 1,25    | 1,5     | 2         | 2,5     |
| Bredde n:  | 1,2     | 1,6     | 2         | 2,5     |